# Szponzorálás
A szponzorálás (más néven szponzoráció) (az angol sponsorship szóból) két fél üzleti alapú kommunikációs együttműködése,
amelynek során a jogtulajdonos lehetővé teszi, hogy az üzleti partnere a jogtulajdonos programjához  kapcsolódó kommunikációs helyzetekben megszólítsa annak közönségét. A szponzorálás a szponzor számára egy kommunikációs eszköz - ezen keresztül a szponzor több figyelmet, nagyobb  teret "vásárol" magának. Ugyanakkor a szponzorált fő feladata a fő tevékenységének a minél eredményesebb folytatása. 
Hasonló fogalom a támogatás és a mecenatúra. Ezek azonban - a szponzorálással ellentétben -  nem minden esetben feltételeznek kölcsönös kötelezettségvállalást  a felek részéről illetve a támogató nem vár üzleti jellegű eredményt a támogatásért cserébe. 

## A  szponzorációtól elvárt üzleti előnyök
A szponzoráció üzleti keretrendszerének kialakítását követően a jogtulajdonosok legfontosabb feladata a kommunikációs csatorna eszközeinek működtetése, a közönségének a kiszolgálása. A szponzor feladata a közönséggel való érzelmi kapcsolat létrehozása, gondozása.
Magyarországon a rendszerváltás előtt a szponzorációnak legfeljebb állami formái voltak ismertek.  Ezt követően a szponzoráció „üzleti” jellegére tevődött a hangsúly, kiemelve a kapcsolatnak a kölcsönös érdekeken alapuló jellegét.
A szponzor a szponzoráció során a jogtulajdonos programját azért támogatja, mert a programnak mérhető az eredménye, így megragadható üzleti ellentételezésre számít. Az üzleti előny fakadhat egyrészről a jogtulajdonos közönségének megszólításából (fokozódik a márkaismertség, vásárlási hajlandóság, javul a márkaismertség stb.), másrészről az előny származhat a jogtulajdonos üzleti, közösségi kapcsolataival való kapcsolat létrejöttéből.

## A szerződés megszüntetése
A szponzorálási szerződést megszüntethetik a felek, ha az nem váltja be a várakozásokat. 
Előfordulhat, hogy a szponzorált sportoló/sportegyesület sokkal rosszabbul teljesít, bajnokságban nem éri el a megcélzott helyezést, kupában nem hozza a várt eredményt stb. 
Botrányos események (esetleg csupán híresztelések) is kiválthatják a szponzor negatív döntését.